# سي-الكائنية
سي-الكائنية (بالإنجليزية: Objective-C)‏ هي لغة برمجة، انعكاسية، كائنية التوجه، تضيف تراسلًا على نمط سمول توك على لغة البرمجة سي.
واليوم، تستخدم في المقام الأول على نظام التشغيل أبل ماكنتوش ونظام التشغيل آي أو إس: بيئتين تعتمدان على معيار أوبن ستب وعلى الرغم من ذلك فهما غير متوافقتين معها. سي-الكائنية هي اللغة الأساسية المستخدمة في واجهة برمجة التطبيقات كاكاو من أبل، وقد كانت في الأصل اللغة الرئيسية في نظام تشغيل نيكست ستب من نكست. برامج سي-الكائنية العامة التي لا تستخدم هذه المكتبات يمكن أيضاً أن تترجم لأي نظام مدعوم بجي سي سي، والذي يتضمن مترجم سي-الكائنية.

## وصلات خارجية
- الموقع الرسمي